# Nao Kodaira
Nao Kodaira (小平 奈緒), née le 26 mai 1986 à Chino, est une patineuse de vitesse japonaise.

## Palmarès

### Jeux olympiques d'hiver
| Épreuve / Édition   | 500 mètres                     | 1 000 mètres                       | 1 500 mètres | 3 000 mètres | 5 000 mètres | Mass start | Poursuite par équipes              |
| JO 2010 Vancouver   | 12e                            | 5e                                 | 5e           | —            | —            | —          | Médaille d'argent, Jeux olympiques |
| JO 2014 Sotchi      | 5e                             | 13e                                | —            | —            | —            | —          | —                                  |
| JO 2018 Pyeongchang | Médaille d'or, Jeux olympiques | Médaille d'argent, Jeux olympiques | 6e           | —            | —            | —          | —                                  |

Légende :
- DSQ : disqualifiée

### Championnats du monde
- Championnats du monde de sprint de patinage de vitesse
  -  Médaille d'or en 2017 à Calgary
  -  Médaille d'or en 2019 à Heerenveen
  -  Médaille d'argent en 2020 à Hamar